# Station Grigny-le-Sablon
Station Grigny-le-Sablon is een spoorwegstation in de Franse gemeente Grigny.